# Festival international du film de comédie de l'Alpe d'Huez
 (décembre 2018).
 (novembre 2023).
La mise en forme du texte ne suit pas les recommandations de Wikipédia : il faut le « wikifier ».
Les points d'amélioration suivants sont les cas les plus fréquents. Le détail des points à revoir est peut-être précisé sur la page de discussion.
- Les titres sont pré-formatés par le logiciel. Ils ne sont ni en capitales, ni en gras.
- Le texte ne doit pas être écrit en capitales (les noms de famille non plus), ni en gras, ni en italique, ni en « petit »…
- Le gras n'est utilisé que pour surligner le titre de l'article dans l'introduction, une seule fois.
- L'italique est rarement utilisé : mots en langue étrangère, titres d'œuvres, noms de bateaux, etc.
- Les citations ne sont pas en italique mais en corps de texte normal. Elles sont entourées par des guillemets français : « et ».
- Les listes à puces sont à éviter, des paragraphes rédigés étant largement préférés. Les tableaux sont à réserver à la présentation de données structurées (résultats, etc.).
- Les appels de note de bas de page (petits chiffres en exposant, introduits par l'outil «  Source ») sont à placer entre la fin de phrase et le point final[comme ça].
- Les liens internes (vers d'autres articles de Wikipédia) sont à choisir avec parcimonie. Créez des liens vers des articles approfondissant le sujet. Les termes génériques sans rapport avec le sujet sont à éviter, ainsi que les répétitions de liens vers un même terme.
- Les liens externes sont à placer uniquement dans une section « Liens externes », à la fin de l'article. Ces liens sont à choisir avec parcimonie suivant les règles définies. Si un lien sert de source à l'article, son insertion dans le texte est à faire par les notes de bas de page.
- La présentation des références doit suivre les conventions bibliographiques. Il est recommandé d'utiliser les modèles {{Ouvrage}}, {{Chapitre}}, {{Article}}, {{Lien web}} et/ou {{Bibliographie}}. Le mode d'édition visuel peut mettre en forme automatiquement les références.
- Insérer une infobox (cadre d'informations à droite) n'est pas obligatoire pour parachever la mise en page.

Pour une aide détaillée, merci de consulter Aide:Wikification.
Si vous pensez que ces points ont été résolus, vous pouvez retirer ce bandeau et améliorer la mise en forme d'un autre article.
Le Festival international du film de comédie de l'Alpe d'Huez, créé en 1997, est un festival de cinéma consacré au cinéma de comédie.
Il se déroule chaque année dans la station iséroise de l'Alpe d'Huez à 1 800 m d'altitude lors de la troisième semaine de janvier pendant cinq jours avec une dizaine de longs métrages en compétition. Il propose un programme en entrée libre et gratuite, composé de nombreuses projections, courts et longs métrages.
Les films de la sélection officielle, en compétition et hors compétition, sont projetés en avant-première nationale en présence des équipes des films. Les projections ont lieu toute la journée dans les salles du Palais des Sports & des Congrès de l'Alpe d'Huez.

## Historique
En 1997, le Festival international du film de comédie de l'Alpe d'Huez succède au Festival du film d'humour de Chamrousse qui s'est déroulé dans la station de sports d'hiver de Chamrousse entre 1976 et 1996.
En 2014, le festival est financé à 70 % par des partenaires privés. Le festival est réputé pour la découverte de nouveaux talents et de premiers films, notamment Bienvenue chez les Ch'tis de Dany Boon en 2008.

## Liste des éditions

### Édition1997
- Jury : Édouard Molinaro (Président), Evelyne Pagès, Marie-France Pisier, Isabelle Gelinas, Jean-Marc Thibault, Eva Darlan, Patrick Braoudé, Sylvie Joly, Nils Tavernier.
- Palmarès :
  - Grand Prix : Cuori al verde de Giuseppe Piccioni ()
  - Prix Spécial du Jury : Les Randonneurs de Philippe Harel ()[5]
  - Prix du Public : La Vérité si je mens ! de Thomas Gilou
  - Prix du Court-Métrage : I Got a Woman d'Yvan Attal

### Édition1998
- Jury : Philippe de Broca (Président), Claire Nebout, Corinne Touzet, Caroline Sihol, Catherine Jacob, Robin Renucci, Daniel Prévost, Michel Alexandre, Charles Berling.
- Palmarès :
  - Grand Prix : Shooting Fish de Stefan Schwartz ()
  - Prix Spécial du Jury : Grève party de Fabien Onteniente ()
  - Prix du Court-Métrage : Une belle nuit de fête de Lionel Epp

### Édition1999
- Jury : Alexandre Arcady (Président), Virginie Lemoine, Dominique Chaussois, Bernard Le Coq, Jean-Claude Romer, Macha Méril, Xavier Gelin, Bruno Masure, Bruno Solo.
- Palmarès :
  - Grand Prix, Prix spécial de la chaîne Comédie, Prix du Public du magazine Première : Je règle mon pas sur le pas de mon père de Rémi Waterhouse ()
  - Prix Spécial du Jury : Vieilles Canailles (Waking Ned Devine) de Kirk Jones ()
  - Prix du Court-Métrage : Mon jour de chance de Pascale Pouzadoux

### Édition2000
- Jury : Claude Zidi (Président), Chantal Lauby, Zabou Breitman, Daniel Russo, Stéphane Freiss, Raphaël Mezrahi, Simon Michael, François Morel.
- Film d'ouverture : Cours toujours de Dante Desarthe
- Film de clôture : Accords et Désaccords de Woody Allen
- Palmarès :
  - Grand prix Médiavision : Muzungu (it) de Massimo Martelli (it) ()
  - Prix Spécial du Jury : Fish and Chips (East Is East) de Damien O'Donnell () & La Coupe (Phörpa) de Khyentse Norbu ()
  - Prix du Public France Soir : Belles à mourir (Drop Dead Gorgeous) de Michael Patrick Jann
  - Prix du Court-Métrage: Hommage à Alfred Lepetit de Jean Rousselot & Starting Bloc d'Yves Hirschfeld

### Édition2001
- Jury : Jacques Weber (Président), Jean Cosmos, Laurence Cote, Elisabeth Depardieu, Alexandre Desplat, Ginette Garcin, Gérard Krawczyk, Isabelle Renauld.
- Film d'ouverture : Les gens en maillot de bain ne sont pas (forcément) superficiels d'Éric Assous
- Film de clôture : La Vérité si je mens ! 2 de Thomas Gilou
- Palmarès :
  - Grand prix Médiavision : Together (Tillsammans) de Lukas Moodysson ()
  - Prix du Public - France Soir : Origine contrôlée de Zakia Bouchaala et Ahmed Bouchaala
  - Prix du Court-Métrage : Les Inévitables de Christophe Le Masne

### Édition2002
Elle n'a pas eu lieu.

### Édition2003
- Jury : Daniel Prévost (Président), Jamel Debbouze, Bérénice Bejo, Jean-Marc Thibault, Evelyne Bouix, Firmine Richard.
- Jury Jeune : Julie-Marie Parmentier (Présidente)
- Film d'ouverture : Rire et Châtiment d'Isabelle Doval
- Film de clôture : Pas si grave de Bernard Rapp
- Palmarès :
  - Grand prix Médiavision et Prix du Public TPS Star : Mariage à la grecque (My Big Fat Greek Wedding) de Joel Zwick ()
  - Prix Spécial du Jury : Rire et Châtiment d'Isabelle Doval ()
  - Mention Spéciale du Jury : Toutes les filles sont folles de Pascale Pouzadoux
  - Prix du Court-Métrage : J'attendrai le suivant (en) de Philippe Orreindy

### Édition2004
- Jury : Gérard Jugnot (Président), Isabelle Doval, Saïd Taghmaoui, Mélanie Doutey, Serge Riaboukine, Patrick Bosso.
- Jury Jeune : Djamel Bensalah (Président)
- Film d'ouverture : RRRrrrr!!! d'Alain Chabat
- Film de clôture : Podium de Yann Moix
- Palmarès :
  - Grand prix Médiavision : La Grande Séduction de Jean-François Pouliot ()
  - Prix du Public de la chaîne Comédie : Le Fils de la mariée (El hijo de la novia) de Juan José Campanella ()
  - Prix Spécial du Jury : Tout peut arriver (Something's Gotta Give) de Nancy Meyers
  - Prix du Court-Métrage : Pacotille d'Éric Jameux
  - Mention Spéciale Court-métrage : Heureux événement de Fabien Montagner

### Édition2005
- Jury : Chantal Lauby (Présidente), François Berléand (Président), Titoff, Patrick Bouchitey, Bernard Rapp, Frédéric Brillion.
- Jury Jeune : Bibi Naceri (Président)
- Film d'ouverture : Tout pour plaire de Cécile Telerman
- Film de clôture : Iznogoud de Patrick Braoudé

- Palmarès :
  - Grand prix Médiavision et Prix du Jury Jeune : Tellement proches de Teresa de Pelegri et Dominic Harari()
  - Prix spécial du Jury et Prix du Public TPS Star : Tout pour plaire de Cécile Telerman ()
  - Mention Spéciale du Jury : 13dici a tavola (it) d'Enrico Oldoini
  - Prix du Court-Métrage : Rien de grave de Renaud Philipps

### Édition2006
- Jury : Olivier Baroux (duo Kad & O') (Président), Alice Taglioni, Elise Larnicol, Pascal Elbé, Yvan Le Bolloc'h.
- Jury Jeune : Julien Courbey (Président)
- Film d'ouverture : Un ticket pour l'espace d'Éric Lartigau
- Film de clôture : Fauteuils d'orchestre de Danièle Thompson
- Palmarès :
  - Grand prix TPS Star : Leçons d'amour à l'Italienne (Manuale d'amore) de Giovanni Veronesi ()
  - Prix du jury jeune : Nos jours heureux d'Éric Toledano & Olivier Nakache ()
  - Prix du public : Nos jours heureux d'Éric Toledano & Olivier Nakache[3]
  - Prix d'interprétation "Clin d'Œil" :
  - Reblochon d'Or du Meilleur Acteur : Pierre-François Martin-Laval pour son rôle dans Essaye-moi de Pierre-François Martin-Laval
  - Reblochon d'Or de la Meilleure Actrice : Joséphine de Meaux pour son rôle dans Nos jours heureux d'Éric Toledano
  - Prix du Court-Métrage : Tadeo Jones (es) d'Enrique Gato

### Édition2007
- Jury : Antoine de Caunes (Président), Sara Forestier, Jean-Pierre Darroussin, Pierre-François Martin-Laval, Antoine Duléry.
- Jury Jeune : Omar Sy & Fred Testot (Omar et Fred) (Président)[3]
- Film d'ouverture : L'Île aux trésors d'Alain Berberian
- Film de clôture : Odette Toulemonde d'Éric-Emmanuel Schmitt
- Palmarès :
  - Grand prix TPS Star : La Grande Finale de Gerardo Olivares ()
  - Prix du jury jeune : Pur Week-end de Olivier Doran ()
  - Prix du public : Mon meilleur ennemi (My Enemy's Enemy) de Carlo Verdone
  - Mention spéciale et Prix d'interprétation pour Karin Viard pour son rôle dans Les Ambitieux de Catherine Corsini[5]
  - Prix du Court-Métrage ex æquo : J'ai plein de projets de Karim Adda & Petit Poucet de Matthieu Rozé

### Édition2008
- Jury : Fabrice Luchini (Président), Julie Ferrier, Thierry Frémont, Mélanie Laurent.
- Jury Jeune : Marilou Berry (Présidente)
- Film d'ouverture : Ça se soigne ? de Laurent Chouchan
- Film de clôture : Paris de Cédric Klapisch (Disco de Fabien Onteniente était prévu initialement mais le mixage n'était pas fini)
- Palmarès :
  - Grand prix TPS Star : Juno de Jason Reitman ()
  - Prix spécial du jury et prix du jury jeune : Bienvenue chez les Ch'tis de Dany Boon ()
  - Prix du court-métrage (ex-aequo) : Arrêt demandé de Thomas Perrier et La 17e Marche de Karim Adda
  - Prix d'interprétation : Pascale Arbillot dans Notre univers impitoyable de Léa Fazer

### Édition2009
- Jury : Virginie Ledoyen & Elie Semoun (Présidents), Nora Arnezeder, Samuel Le Bihan, Jimmy Jean-Louis, Fabien Onteniente.
- Jury Jeune : Anne Marivin & Philippe Lefebvre (Présidents).
- Film d'ouverture : King Guillaume de Pierre-François Martin-Laval
- Film de clôture : Coco de Gad Elmaleh
- Palmarès :
  - Grand prix TPS Star : La Première Étoile de Lucien Jean-Baptiste ()
  - Prix du Jury Jeune : Tellement proches d'Éric Toledano & Olivier Nakache ()
  - Prix du Public : La Première Étoile de Lucien Jean-Baptiste
  - Prix du court-métrage : Love is Dead d'Éric Capitaine
  - Coup de Cœur de la Profession : Amore, bugie e calcetto de Luca Lucini

### Édition2010
- Jury : Clovis Cornillac (Président), Aure Atika, Marie-Anne Chazel, James Huth, Tchéky Karyo & Martin Solveig.
- Jury Digimage-Cinema : Julie Salvador (Christmas in July), Yves Angelo (réalisateur & chef opérateur), Nicolas Altmayer (Mandarin Cinéma), Nicolas Charret (Bac Films), Gilles Legrand (Epithète Films).
- Film d'ouverture : Tout ce qui brille de Géraldine Nakache & Hervé Mimran
- Film de clôture : L'Arnacœur de Pascal Chaumeil
- Palmarès :
  - Grand prix TPS Star : Sumô de Sharon Maymon & Erez Tadmor (he)
  - Prix Spécial du Jury : Tout ce qui brille de Géraldine Nakache & Hervé Mimran
  - Prix du Public Europe 1 : Tout ce qui brille de Géraldine Nakache & Hervé Mimran
  - Prix d'Interprétation : José Garcia dans Le Mac de Pascal Bourdiaux
  - Prix du court-métrage Pierre & Vacances : Le Petit Dragon de Bruno Collet
  - Coup de Cœur de la Profession : Sumô de Sharon Maymon & Erez Tadmor (he)

### Édition2011
- Jury : Jan Kounen (président), François-Xavier Demaison, Léa Drucker, Géraldine Nakache, Michaël Youn[7].
- Jury LVT-Digimage-Cinema : Juliette Renaud (2711 Productions), Jacques Hinstin (Produire à Paris), Nils Hoffet (TF1 International), Thomas Verhaeghe (Sombrero Films).
- Coup de Projecteur : Denis Ménochet, Raphaël Personnaz, Mélanie Bernier et Fanny Valette
- En compétition : 7 longs métrages et 9 films courts[7].
- Film d'ouverture : Mon père est femme de ménage de Saphia Azzeddine
- Film de clôture : Moi, Michel G., milliardaire, maître du monde de Stéphane Kazandjian
- Palmarès[8] :
  - Grand Prix Orange Cinéma séries : Very Cold Trip de Dome Karukoski ()
  - Prix Spécial du Jury Screenvision : Une pure affaire d'Alexandre Coffre ()
  - Prix du public Europe 1 : Mon père est femme de ménage de Saphia Azzeddine
  - Prix d'Interprétation masculine : François Damiens dans Une pure affaire d’Alexandre Coffre
  - Prix d'Interprétation féminine : Pascale Arbillot dans Une pure affaire d’Alexandre Coffre
  - Prix du court-métrage Orange Cinéma séries : Ridicule de Audrey Najar et Frédéric Perrot
  - Coup de cœur de la profession : Very Cold Trip de Dome Karukoski

### Édition2012
- Jury : Gilles Lellouche (président), Virginie Efira, Alice Taglioni, Muriel Robin, Jean-Paul Rouve et Clément Sibony.
- Jury LVT-Digimage-Cinema : Christophe Barratier (Réalisateur, producteur, scénariste), Frédéric Doniguian (Producteur exécutif – Eskwad ), Jean-Philippe Guerand (Journaliste – Le Film français et CinéTéléObs), Charles Vannier (Directeur Technique – Wild Bunch)
- Coup de Projecteur : Audrey Fleurot, Felix Moati, Pauline Lefèvre et Arthur Dupont
- Film d'ouverture : Plan de table de Christelle Raynal
- Film de clôture : Comme un chef de Daniel Cohen
- Palmarès :
  - Grand Prix Orange Cinéma séries : Radiostars de Romain Levy ()
  - Prix Spécial du Jury Screenvision : Starbuck de Ken Scott ()
  - Prix du public Europe 1 : Hasta la vista de Geoffrey Enthoven
  - Prix d'Interprétation masculine : Patrick Huard dans Starbuck de Ken Scott
  - Prix d'Interprétation féminine : Elsa Zylberstein dans Plan de table de Christelle Raynal
  - Prix du court-métrage Orange Cinéma séries : Dog Sitting de Sara Verhagen et Si tu veux revoir ta mère de Xavier Douin
  - Coup de cœur féminin : Alice Belaïdi dans Radiostars de Romain Levy
  - Coup de cœur masculin : David Brecourt dans Nos plus belles vacances de Philippe Lellouche

### Édition2013
En 2013, le festival a enregistré près de 14 000 entrées.
- Jury : Florence Foresti (présidente)[9], Fred Testot, Raphaël Personnaz, Lucien Jean-Baptiste et Jérôme Commandeur.
- Coup de Projecteur : Charlotte Le Bon, Naidra Ayadi, Alice Belaïdi et Joséphine De Meaux.
- Film d'ouverture : Vive la France de Michaël Youn
- Film de clôture : 20 ans d'écart de David Moreau
- Palmarès :
  - Grand Prix Orange Cinéma séries : Mariage à l'anglaise de Dan Mazer ()
  - Prix Spécial du Jury : Pas très normales activités de Maurice Barthélemy ()
  - Prix du public Virgin Radio : La Cage dorée de Ruben Alves
  - Prix d'Interprétation : Chantal Lauby dans La Cage dorée de Ruben Alves
  - Prix du court-métrage Orange Cinéma séries : Monsieur Leroy[10] de Charles Henry et Simon Masnay

### Édition2014
En 2014, le festival a enregistré près de 15 000 entrées.
- Jury : Dany Boon[11] (Président), Leïla Bekhti, Valérie Bonneton, Pierre Niney et Stéphane De Groodt[12].
- Coup de Projecteur : Baptiste Lecaplain, Norman Thavaud, Laurence Arné et Reem Kherici.
- Sélection[4] :
  - Onze longs-métrages projetés, sélectionnés sur une quarantaine de films, et six nominés pour le prix du jury.
  - Neuf courts-métrages en compétition.
- Film d'ouverture : Supercondriaque de Dany Boon[4]
- Film de clôture : Belle comme la femme d'un autre de Catherine Castel
- Palmarès[13] :
  - Grand Prix Orange Cinéma séries : Situation amoureuse : c'est compliqué de Manu Payet et de Rodolphe Lauga ()
  - Prix Spécial du Jury : Babysitting de Philippe Lacheau et de Nicolas Benamou ()
  - Prix du public Studio Ciné Live : Babysitting de Philippe Lacheau et de Nicolas Benamou
  - Prix d'Interprétation : Félix Moati dans Libre et assoupi de Benjamin Guedj
  - Prix du court-métrage Orange Cinéma séries : Merry Christmas de Pablo Palazon
  - Mention spéciale du court-métrage : Peuple de Mylonesse, pleurons la reine Naphus d'Éric Le Roch

### Édition2015
- Jury : Gad Elmaleh (Président)[9], Sylvie Testud, Ana Girardot, Manu Payet et Max Boublil[14].
- Coup de projecteur : Frédéric Chau, Vanessa Guide, Isabelle Vitari et Mathieu Spinosi.
- Film d'ouverture : Bis, réalisé par Dominique Farrugia
- Film de clôture : Les Gorilles, réalisé par Tristan Aurouet
- Palmarès :
  - Grand Prix Orange Cinéma séries : Toute première fois de Noémie Saglio et Maxime Govare ()
  - Prix Spécial du Jury : A Love You de Paul Lefèvre ()
  - Prix du public Studio Ciné Live: Papa ou Maman de Martin Bourboulon ()
  - Prix d'interprétation : Pio Marmaï dans Toute première fois
  - Prix du court-métrage Orange Cinéma séries : Qui de nous deux de Benjamin Bouhana ()

### Édition2016
Le festival a une fréquentation en augmentation constante ; en 2016, il y a plus de 15 000 entrées.
Pour la première fois de son histoire, la sélection est 100 % française :
- La Vache de Mohamed Hamidi
- Adopte un veuf de François Desagnat
- Pattaya, de Franck Gastambide avec Ramzy Bedia et Gad Elmaleh,
- Joséphine s'arrondit, de Marilou Berry avec Mehdi Nebbou,
- Encore heureux, de Benoît Graffin avec Sandrine Kiberlain et Edouard Baer
- Tout pour être heureux, de Cyril Gelblat avec Manu Payet et Audrey Lamy.

- Jury : Kad Merad (Président)[16], Karin Viard, Alice Pol, Philippe Lacheau et Patrick Bosso[17]
- Coup de Projecteur : Bérengère Krief, William Lebghil, Amélie Etasse et François Civil
- Film d'ouverture : Les Tuche 2, réalisé par Olivier Baroux
- Film de clôture: Marseille, réalisé par Kad Merad[15]
- Séance de Minuit : Bunny Opération Pussy de Joonas Makkonen
- Palmarès[18] :
  - Grand Prix Orange Cinéma séries : La Vache de Mohamed Hamidi (/)[15]
  - Prix Spécial du Jury : Adopte un veuf de François Desagnat ()[15]
  - Prix du public Studio Ciné Live & Kinder Bueno : La Vache de Mohamed Hamidi (/)
  - Prix Michel Galabru - Prix d'Interprétation : Fatsah Bouyahmed dans La Vache de Mohamed Hamidi
  - Prix du court-métrage Orange Cinéma séries : Coup de Foudre de Guy Lecluyse et Un entretien de Julien Patry ()[15]

### Édition2017
Pour la 20e édition, le festival compte une journée supplémentaire pour programmer plusieurs films primés par le publicet a attiré près de 20 000 spectateurs.
Les membres du jury sont Omar Sy (président du jury), Audrey Lamy, Franck Gastambide, Pascale Arbillot, Patrick Timsit
- Coup de Projecteur : Charlotte Gabris, Mister V, Andy Raconte, Panayotis Pascot
- Film d'ouverture : Raid dingue de Dany Boon[19]
- Film de Clôture : Tous en Scène de Garth Jennings
- Palmarès :
  - Grand Prix : L'Ascension de Ludovic Bernard ()
  - Prix Spécial du Jury : Sous le même toit de Dominique Farrugia ()
  - Prix du public : L'Ascension de Ludovic Bernard ()
  - Prix d'Interprétation féminine : Alexandra Lamy pour L'Embarras du choix d'Éric Lavaine
  - Prix d'Interprétation masculine : Gilles Lellouche pour Sous le même toit de Dominique Farrugia
  - Prix d'Interprétation dans un second rôle : Alice Belaïdi pour Si j'étais un homme (film) d'Audrey Dana
  - Prix du court-métrage : Speed/dating de Daniel Brunet et Nicolas Douste ()

### Édition2018
Les films présentés sont : 13 longs-métrages dont 6 en compétition, et 11 courts-métrages, avec notamment :
- Une voisine si parfaite, de Sophie Marceau, avec Pierre Richard
- La Finale, avec Thierry Lhermitte
- Je vais mieux, avec Ary Abittan et Alice Pol
- Comme des garçons, avec Max Boulbil
- La Ch’tite famille, de Dany Boom (hors compétition)
- Les Tuches 3, de Olivier Baroux (hors compétition)
- Tout le monde debout de Franck Dubosc (hors compétition)

Les membres du jury sont:
- Franck Dubosc (président du jury)
- Audrey Dana
- Arnaud Ducret
- Reem Kherici
- Christophe Lambert

Palmarès :
- Grand Prix : La Finale de Robin Sykes ()
- Prix spécial du Jury : Le Doudou de Philippe Mechelen et Julien Hervé ()
- Prix du public : Larguées d' Eloïse Lang ()
- Prix d'interprétation féminine : Camille Cottin pour Larguées d'Eloïse Lang
- Prix d'interprétation masculine : Thierry Lhermitte pour La Finale de Robin Sykes
- Prix Unifrance de la comédie de l'année à l'international pour Demain tout commence d' Hugo Gélin.
- Prix du court-métrage : Artem Silendi de Frank Ychou (

### Édition2019
Les membres du jury sont:
- Alexandra Lamy (présidente du jury)
- Rayane Bensetti
- Rossy de Palma
- Éric Elmosnino
- Anne Marivin

Palmarès :
- Grand Prix : Mon bébé de Lisa Azuelos ()
- Prix spécial du Jury : Les Crevettes Pailletées de Maxime Govare et Cédric Le Gallo ()
- Prix du public : Jusqu'ici tout va bien de Mohamed Hamidi ()
- Prix de la presse : Rebelles de Allan Mauduit ()
- Prix d'interprétation féminine : Sandrine Kiberlain pour Mon bébé de Lisa Azuelos
- Prix d'interprétation masculine : François Civil pour Mon inconnue de Hugo Gélin
- Prix du court-métrage : Pile poil de Laurianne Escaffre & Yvonnick Muller ()

### Édition2020
Les membres du jury sont: 
- José Garcia (président du jury) : acteur et humoriste  France  Espagne
- Nicolas Benamou : réalisateur et scénariste  France
- Chloé Jouannet : actrice  France
- Sabrina Ouazani : actrice et réalisatrice  France
- Bob Sinclar : DJ  France

Palmarès :
- Grand Prix : Divorce Club de Michaël Youn ()
- Prix spécial du Jury : Tout nous sourit de Mélissa Drigeard ()
- Prix du public : Mine de rien de Mathias Mlekuz ()
- Prix de la presse : Divorce Club de Michaël Youn ()
- Prix d'interprétation féminine : Elsa Zylberstein pour Tout nous sourit de Mélissa Drigeard
- Prix d'interprétation masculine : Stéphane De Groodt pour Tout nous sourit de Mélissa Drigeard
- Prix du court-métrage (ex aequo) : Partage de Johann Dionnet & Marc Riso et A fleur de boule de Patrick Cassir

### Édition2021
En raison de la pandémie de Covid-19, les organisateurs se retrouvent dans l'impossibilité d'organiser l'édition de l'année 2021 qui est annulée mais décident toutefois d'attribuer un label "Sélection Officielle FAH2021" aux films de la sélection officielle,.
Les membres du Jury sont :
- Michèle Laroque (présidente du jury) : actrice, réalisatrice et humoriste  France
- Ruben Alves : acteur, scénariste, réalisateur  Portugal  France
- Jeanne Balibar : Actrice, réalisatrice, chanteuse  France
- Malik Bentalha : acteur et humoriste  France
- Joséphine Japy : actrice  France

### Édition2022-25eanniversaire
Les membres du Jury sont :
- Michèle Laroque (Présidente du jury) : comédienne et réalisatrice  France[5]
- Ruben Alves : réalisateur et comédien  Portugal  France
- Malik Bentalha : comédien, humoriste et réalisateur  France
- Joséphine Japy : comédienne  France
- Mathilde Seigner : comédienne  France

Palmarès :
- Grand Prix : Irréductible de Jérôme Commandeur ()
- Prix spécial du Jury : On sourit pour la photo de François Uzan ()
- Prix du public : Jumeaux mais pas trop de Wilfried Méance & Olivier Ducray ()
- Prix d'interprétation féminine : Audrey Lamy pour La brigade de Louis-Julien Petit ()
- Prix d'interprétation masculine : Antoine Bertrand, Louis Morissette, François Arnaud & Patrice Robitaille pour Au revoir le bonheur de Ken Scott ()
- Prix du court-métrage : Celle qui n'avait pas vu Friends de Charlotte Gabris

### Édition2023
Les membres du Jury sont :
- Karin Viard (Présidente du jury) : comédienne  France[5]
- Bérengère Krief : comédienne et humoriste  France
- Camille Chamoux : comédienne et humoriste  France
- Antoine Bertrand : comédien  Canada
- Stéphane Foenkinos : réalisateur & auteur  France

Palmarès :
- Grand Prix : 38°5 quai des Orfèvres de Benjamin Lehrer ()[26]
- Prix spécial du Jury : Les petites victoires de Mélanie Auffret ()
- Prix du public : Les petites victoires de Mélanie Auffret ()
- Coup de coeur du Jury : 23 décembre de Miryam Bouchard ()
- Prix d'interprétation féminine : Brune Moulin pour La plus belle pour aller danser de Victoria Bedos ()
- Prix d'interprétation masculine : William Lebghil pour Les complices de Cécilia Rouaud ()
- Prix du court-métrage (ex-aequo) : Le Syndrome de Zulma Rouge et Cabane de Francis Magnin

### Édition2024
En 2024, le festival a accueilli près de 25 000 spectateurs en cinq jours.
Les films en compétition sont les suivants :
- 14 Jours pour aller mieux, d'Edouard Pluvieux
- Bis Repetita, d'Emilie Noblet
- Elle et Lui et le Reste du Monde, d'Emmanuelle Belohradsky
- Et Plus Si Affinités, d'Olivier Ducray et Wilfried Meance
- Heureux Gagnants, de Maxime Govare et Romain Choay
- Ici et Là-bas, de Ludovic Bernard
- L'Esprit Coubertin, de Jérémie Sein
- Neuilly-Poissy, de Gregory Boutboul
- Nous, les Leroy, de Florent Bernard
- Presque légal, de Max Mauroux

Les membres du Jury sont :
- Valérie Bonneton (Présidente du jury) : comédienne  France
- Marilou Berry : comédienne et réalisatrice  France
- Eye Haïdara : comédienne  France
- Guillaume de Tonquédec : comédien  France
- Finnegan Oldfield : comédien  France

Palmarès :
- Grand Prix : Nous, les Leroy de Florent Bernard ()
- Prix spécial du Jury : Et plus si affinités d'Olivier Ducray & Wilfried Meance ()
- Prix du public : Et plus si affinités de Olivier Ducray & Wilfried Meance ()
- Coup de coeur du Jury : Bis Repetita de Emilie Noblet ()
- Prix d'interprétation féminine : Isabelle Carré pour Et plus si affinités de Olivier Ducray & Wilfried Meance ()
- Prix d'interprétation masculine : Bernard Campan pour Et plus si affinités de Olivier Ducray & Wilfried Meance ()
- Prix Festival de l'Alpe d'Huez - Région Auvergne-Rhône-Alpes : Heureux gagnants de Maxime Govare & Romain Choay ()
- Prix du court-métrage (ex-aequo) : Allez ma fille de Chloé Jouannet et Les Gendarmes et les Voleurs de Adrien Guedra-Degeorges & Maxime Azzopardi

### Édition2025
Les films en compétition :
- Le Répondeur de Fabienne Godet
- L'amour c'est surcoté de Mourad Winter
- Avec ou sans enfant ? d'Elsa Blayau
- Les Règles de l'art de Dominique Baumard
- Vacances forcées de François Prévôt-Leygonie et Stephan Archinard
- Avignon de Johann Dionnet
- Des jours meilleurs d'Elsa Bennett et Hippolyte Dard
- On ira d'Enya Baroux
- Le Mélange des genres de Michel Leclerc
- Prosper de Yohann Gloaguen

Les membres du Jury sont :
- Elsa Zylberstein (Présidente du jury) : comédienne  France
- Gustave Kervern : réalisateur et comédien  France
- Noémie Saglio : réalisatrice et scénariste  France
- Ken Scott : réalisateur  Canada
- Izïa Higelin : comédienne et chanteuse  France
- Tom Leeb : comédien et chanteur  France

Le Jury Région Auvergne-Rhône-Alpes était présidé par le comédien Tomer Sisley. Ce jury a remis le Prix coup de cœur des Alpes lors de la soirée de clôture.
Palmarès :
- Grand Prix : Avignon de Johann Dionnet
- Prix spécial du Jury : Les Règles de l'art de Dominique Baumard
- Prix du public : Le répondeur de Fabienne Godet
- Mention spéciale du Jury : L'amour c'est surcoté de Mourad Winter
- Prix d'interprétation féminine : Hélène Vincent et Juliette Gasquet dans On ira de Enya Baroux
- Prix d'interprétation masculine : Benjamin Lavernhe dans Le Mélange des genres de Michel Leclerc
- Prix Coup de coeur des Alpes - région Auvergne-Rhône-Alpes : Avignon de Johann Dionnet
- Prix Canal+ du meilleur film : Avignon de Johann Dionnet
- Prix du court-métrage : Des doigts en or de Chryssa Florou